# ASLAV
ASLAV（Australian Light Armoured Vehicle）は、オーストラリア陸軍で1990年代より配備、運用されている8×8輪駆動の装輪装甲車シリーズの呼称である。スイスのモワク社製ピラーニャI装輪装甲車シリーズを基に開発され、ジェネラル・ダイナミクス・ランド・システムズ・カナダ（GDLS Canada）が製造している。

## 概要
1990年に、新型装輪装甲車の取得を目的としたASLAVプログラムに基づきオーストラリア陸軍第2騎兵連隊がアメリカ海兵隊から15両のLAV-25をレンタルし、オーストラリア国内で運用試験を行った。目的は、オーストラリアの国土でこの装輪装甲車が問題なく運用できるかの確認と、オーストラリア軍で使用する場合に必要な改修箇所の確認であった。
1992年にASLAVプログラムがフェーズ2に移行し、オーストラリア政府の防衛装備調達部門は113両のオーストラリア軍向けLAV、ASLAVの発注を開始した。1992年から94年にかけてジェネラル・ダイナミクスでの開発、改修作業が行われ、1995年から生産が開始された。1997年にオーストラリア陸軍第2騎兵連隊へのASLAVの部隊配備が完了した。
ASLAVプログラムのフェーズ3では、更に144両が追加発注された。フェーズ3の車両はレーザーレンジファインダー、赤外線暗視装置の更新、サスペンション強化などの改修が行われている。これらの車両は、砲塔の製造や組み立てなど、一部の生産プロセスがオーストラリア国内のジェネラル・ダイナミクス・ランド・システムズ・オーストラリアで行われた。これらの車両は訓練部隊と第2騎兵連隊に配備され、フェーズ2で調達された車両はフェーズ3相当へのアップグレードが施された上でブリスベンの第2=14軽騎兵連隊に移管され、こちらで運用されるようになった。
ASLAVは2003年のイラク戦争後のイラクに派遣された。またアフガニスタンのISAF派遣部隊でも、ブッシュマスターIMVと共に派遣され運用されている。これら海外派遣車両の中には、砲塔周囲にスラットアーマーを追加装備した車両も見られた。
2015年2月時点で、オーストラリア陸軍は253両のASLAVを配備運用している。同じ月、オーストラリア国防省はASLAVの更新計画を発表した。予算約8億USドルで225両の装甲車両の調達を計画しており、ASLAVの運用が終了する予定の2021年頃に向け計画が進められる予定である。

## バリエーション

### ASLAV タイプI
ASLAV-25
M242 25mm機関砲装備の砲塔を搭載した偵察戦闘車型。アメリカ海兵隊のLAV-25とほぼ同様の車両である。

### ASLAV タイプII
ASLAV-PC
装甲兵員輸送車型。PCはPersonnel Carrierを表す。砲塔は装備せず、M2重機関銃を装備している。当初は通常の銃架に搭載されていたが、イラクやアフガニスタンに派遣される際にはノルウェーのコングスベルグ・ディフェンス&エアロスペース製のプロテクター RWSが装備された。
ASLAV-C
指揮車両型。CはCommandを表す。ASLAV-PCとほぼ同じ車体に無線機、アンテナ等を増設した車両。武装はASLAV-PCと同様のものが装備される。
ASLAV-S
監視/観測車型。SはSurveillanceを表す。ASLAV-PCとほぼ同じ車体に熱線暗視装置、観測用カメラ機材、レーザーレンジファインダーを増設した車両。武装はASLAV-PCと同様のものが装備される。
ASLAV-A
野戦救急車型。AはAmbulanceを表す。ASLAV-PCとほぼ同じ車体に医療設備、ベッド等を搭載した車両。座った状態の患者なら6名、寝た状態であれば3名を乗せることができる。武装はASLAV-PCと同様のものが装備される。

### ASLAV タイプIII
ASLAV-F
HIAB社製クレーン装備の修理/整備車両型。FはFitterを表す。砲塔は装備せず、FN MAG7.62mm機関銃を装備している。イラクやアフガニスタンに派遣される際にはプロテクター RWSが装備された。
ASLAV-R
ウィンチ装備の修理/回収車両型。RはRecoveryを表す。砲塔は装備せず、FN MAG7.62mm機関銃を装備している。イラクやアフガニスタンに派遣される際にはプロテクター RWSが装備された。

## 画像

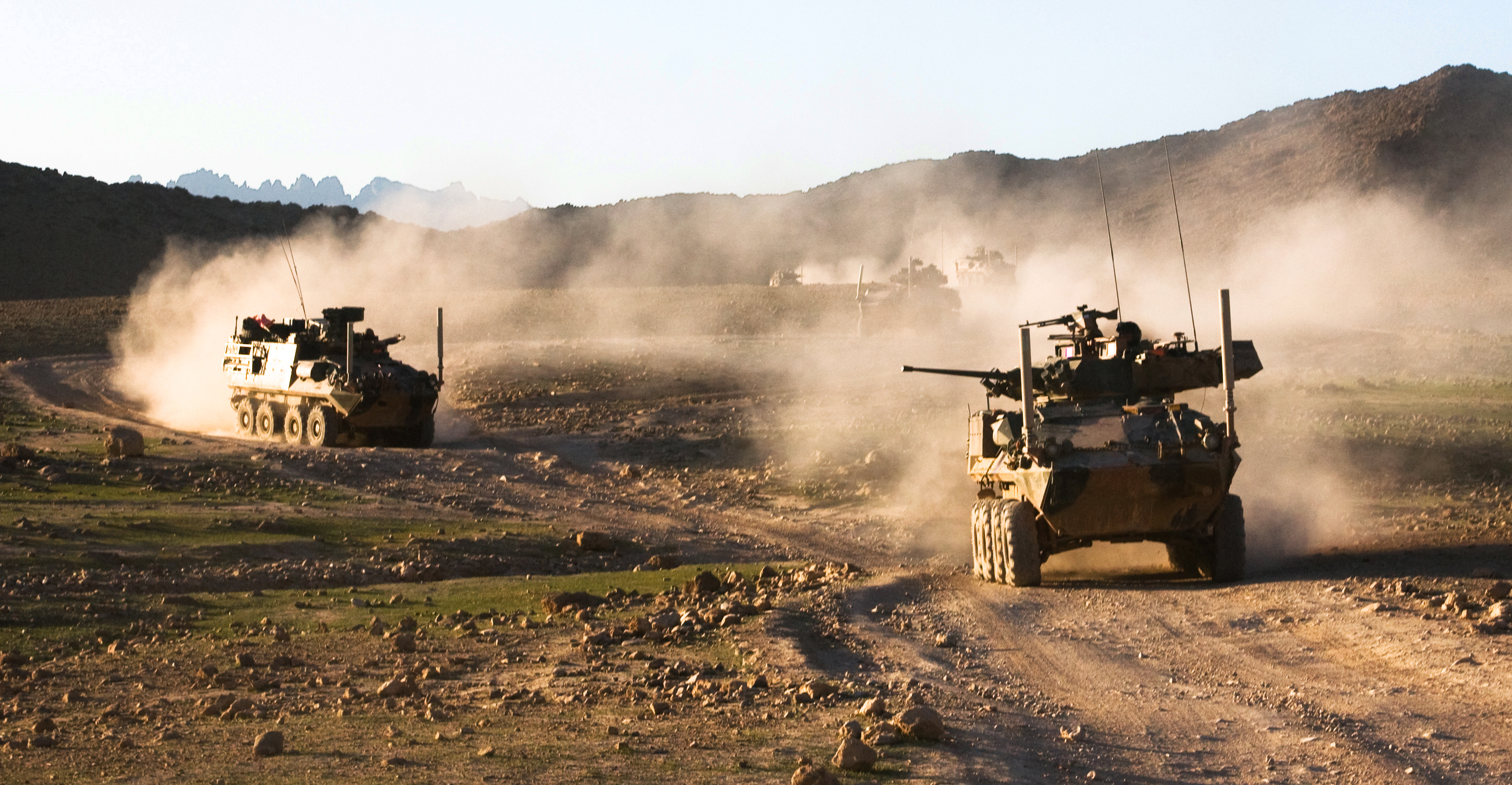
アフガニスタンで活動中のASLAV、2011年。
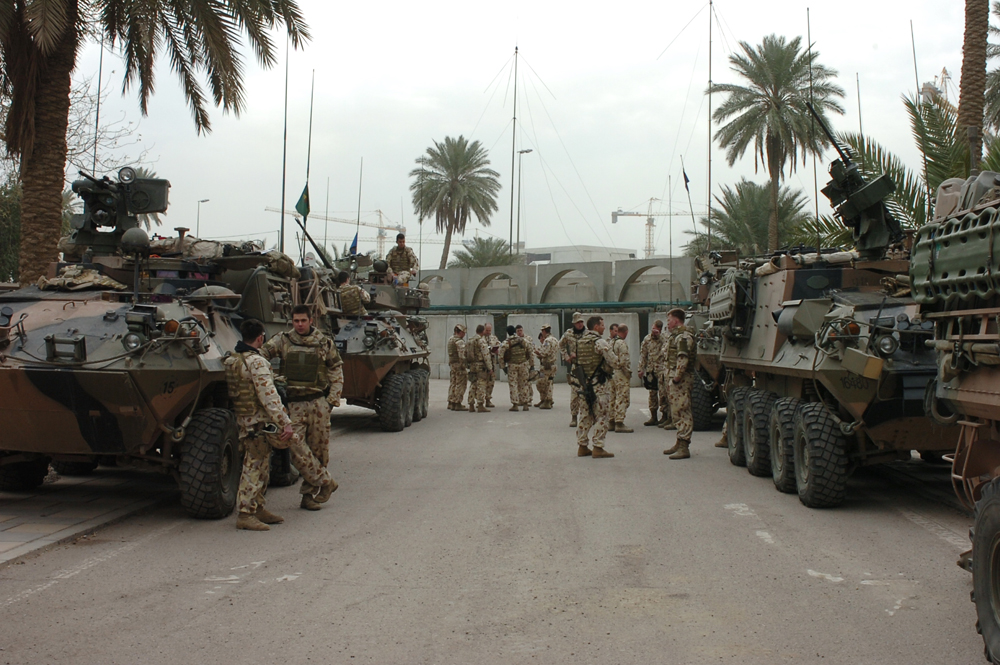
路上で待機するASLAV。イラク国内、2007年。前方の2両はプロテクター RWSを装備している。
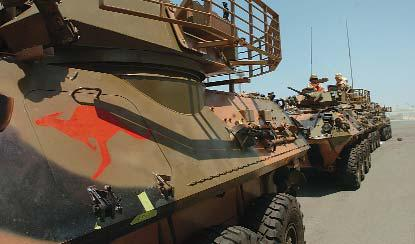
イラクに派遣されたASLAV-25。2005年。砲塔側面にスラットアーマーを追加装備している。
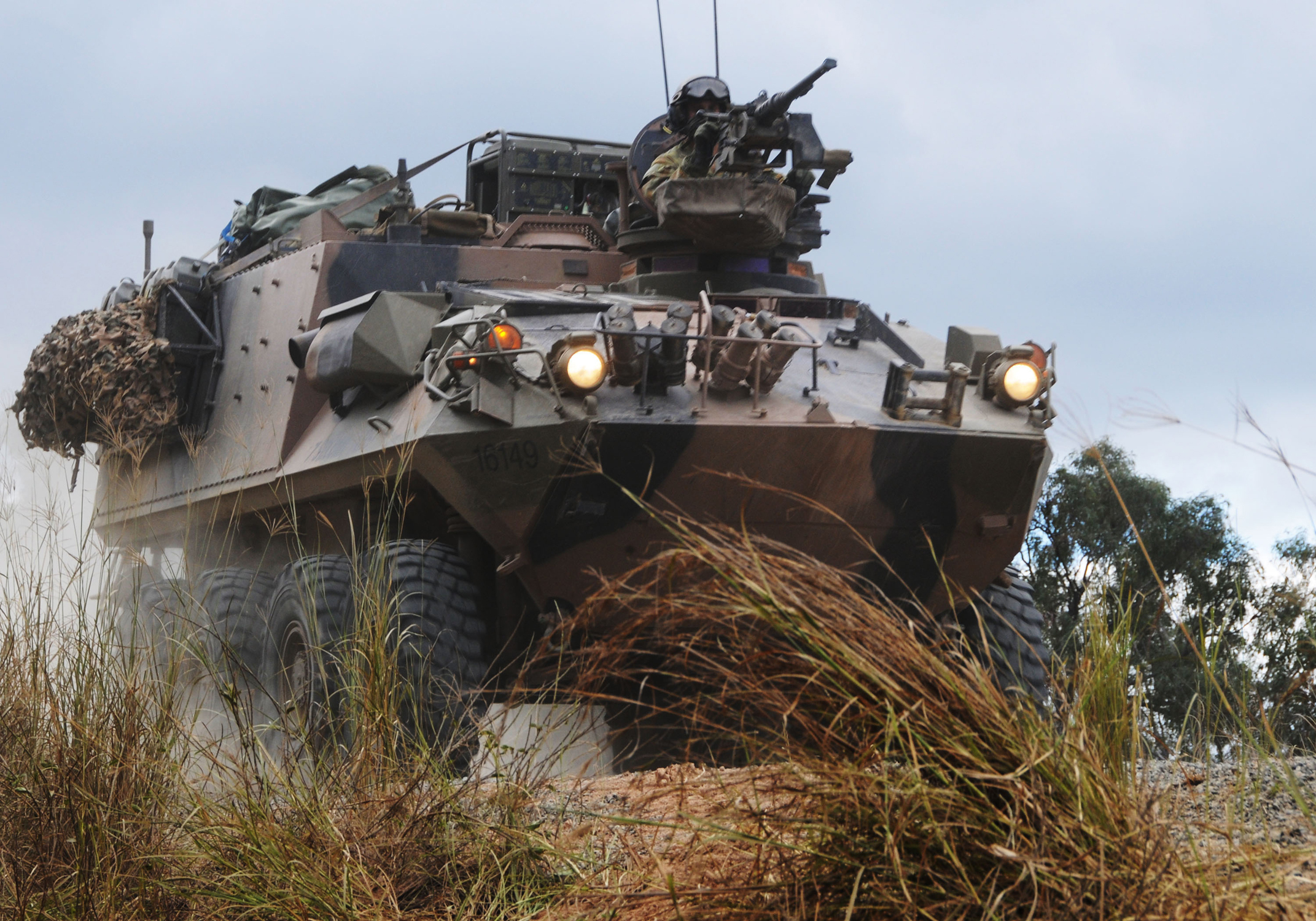
ASLAV-PC。軍事演習 Talisman Sabre 2011 参加車両。
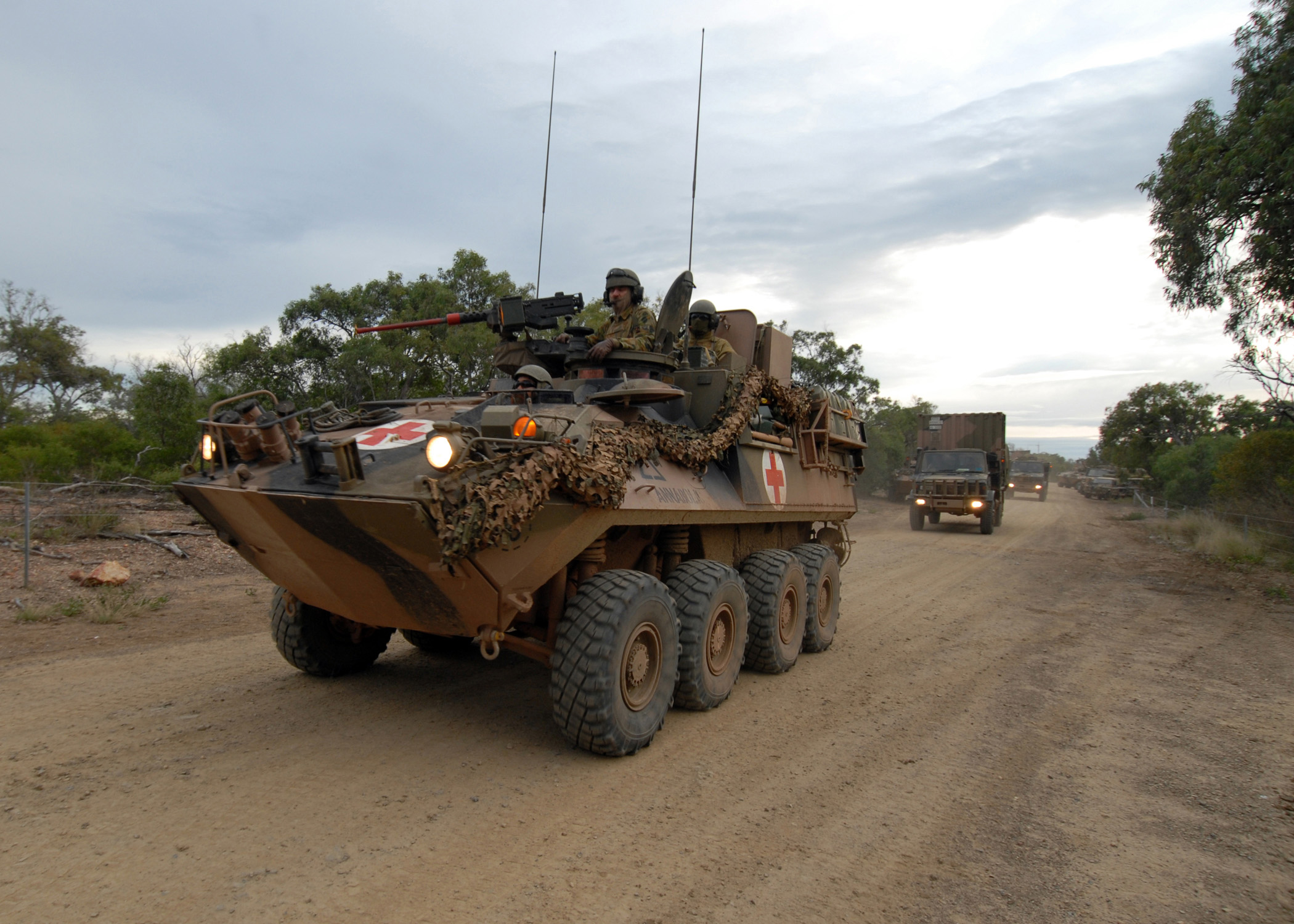
ASLAV-A。軍事演習 Talisman Sabre 2007 参加車両。
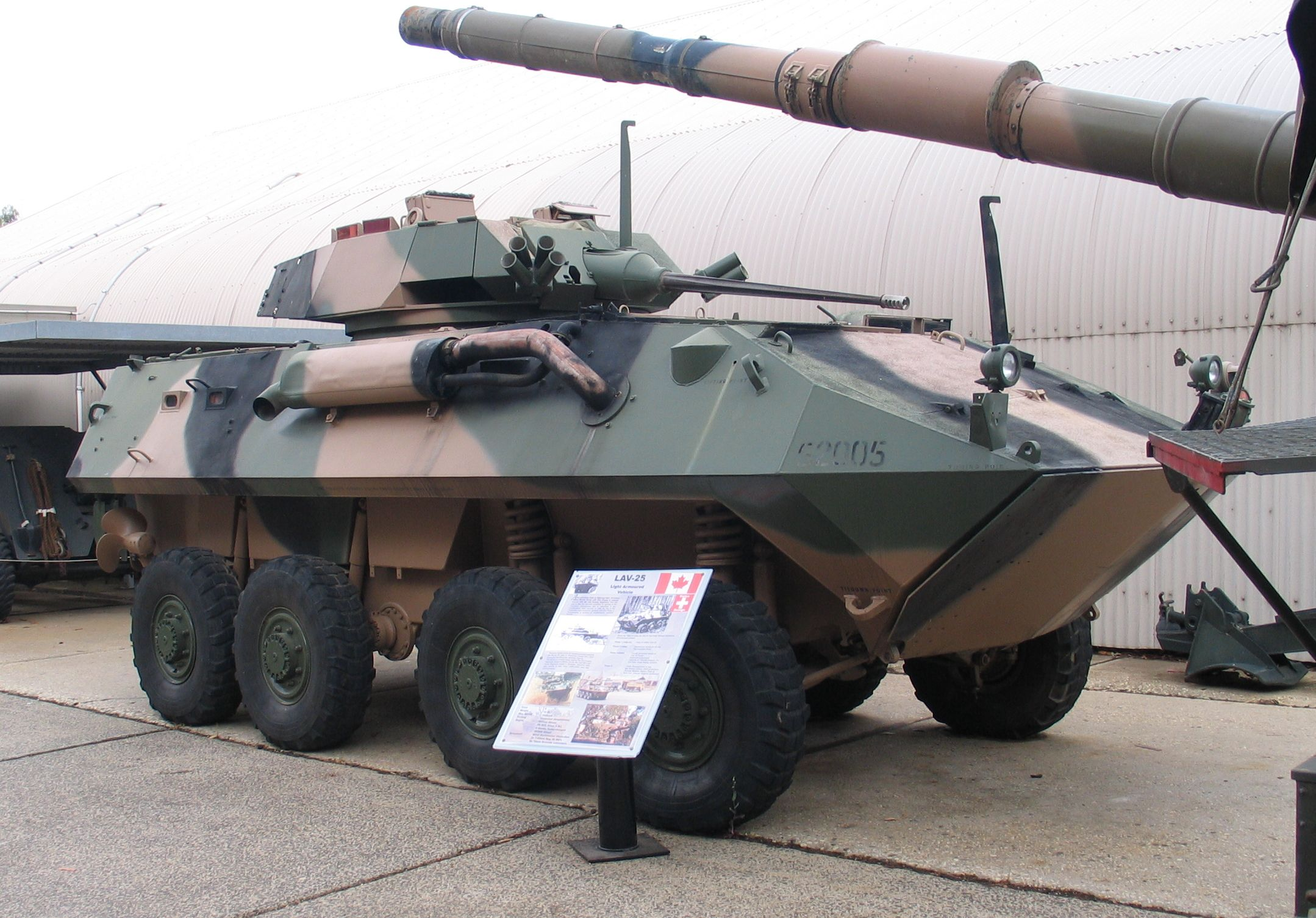
ASLAVの開発時に使用された海兵隊のLAV-25、オーストラリア陸軍戦車博物館展示品